# Autotrascendencia
La autotrascendencia o ST (siglas en inglés de self-transcendence), es una característica compleja de nuestra personalidad que nos hace sentir como una parte integral del universo y que sirve para medir el comportamiento espiritual de cada individuo. Agrupa características de espiritualidad y misticismo. Se relaciona también con la creatividad, la imaginación y la capacidad del sujeto para aceptar la ambigüedad y la incertidumbre. A su vez, la dimensión Autotrascendencia (ST), la más asociada a los conceptos de espiritualidad, se compone de tres áreas o escalas:
- ST1. Autoabandono: con abstracción y fascinación desde los sentimientos e intuición acerca del papel en la vida; imaginación y sensibilidad a la belleza y el arte. Pérdida de límites y fronteras en el espacio y el tiempo.

- ST2. Identificación transpersonal: unión y conexión espiritual y emocional con los otros, la naturaleza y el mundo. Poder identificarse con un Todo en armonía y luchar por un "mundo mejor".

- ST3. Aceptación espiritual: aprehensión de relaciones intuitivas de "sexto sentido" y mágicas; experiencias religiosas y comprensión del sentido real de la vida.. el origen, la humanidad, la inmortalidad. Autocognición trascendente.

Una investigación realizada por científicos de la Universidad de Udine, en Italia, con personas que sufrían tumores cerebrales, ha revelado que solo aquellas a las que se extirparon los tumores de las zonas parietales posteriores del cerebro vieron modificados sus niveles de autotrascendencia. Según los investigadores, este estudio sería la primera demostración de que existe una relación de causalidad entre el funcionamiento del cerebro y la ST.
Otros pensadores, como John Hopkins y Jonás Barnaby han querido plantear una línea de pensamiento alternativo que no se deje medir por los paradigmas científicos actuales. Especialmente en lo que refiere a la tercera fase del estado de autotrascendencia y a los derivados éticos de la segunda fase, tachándolos de prejuicios infundados de una maquinaria social subyacente en la constitución moderna de Occidente. Estos pensadores hacen referencia a la cara oculta de la consciencia, la que brota de la noción de sentimiento oceánico, en el sentido que le da Sigmund Freud